# Rillieux-la-Pape

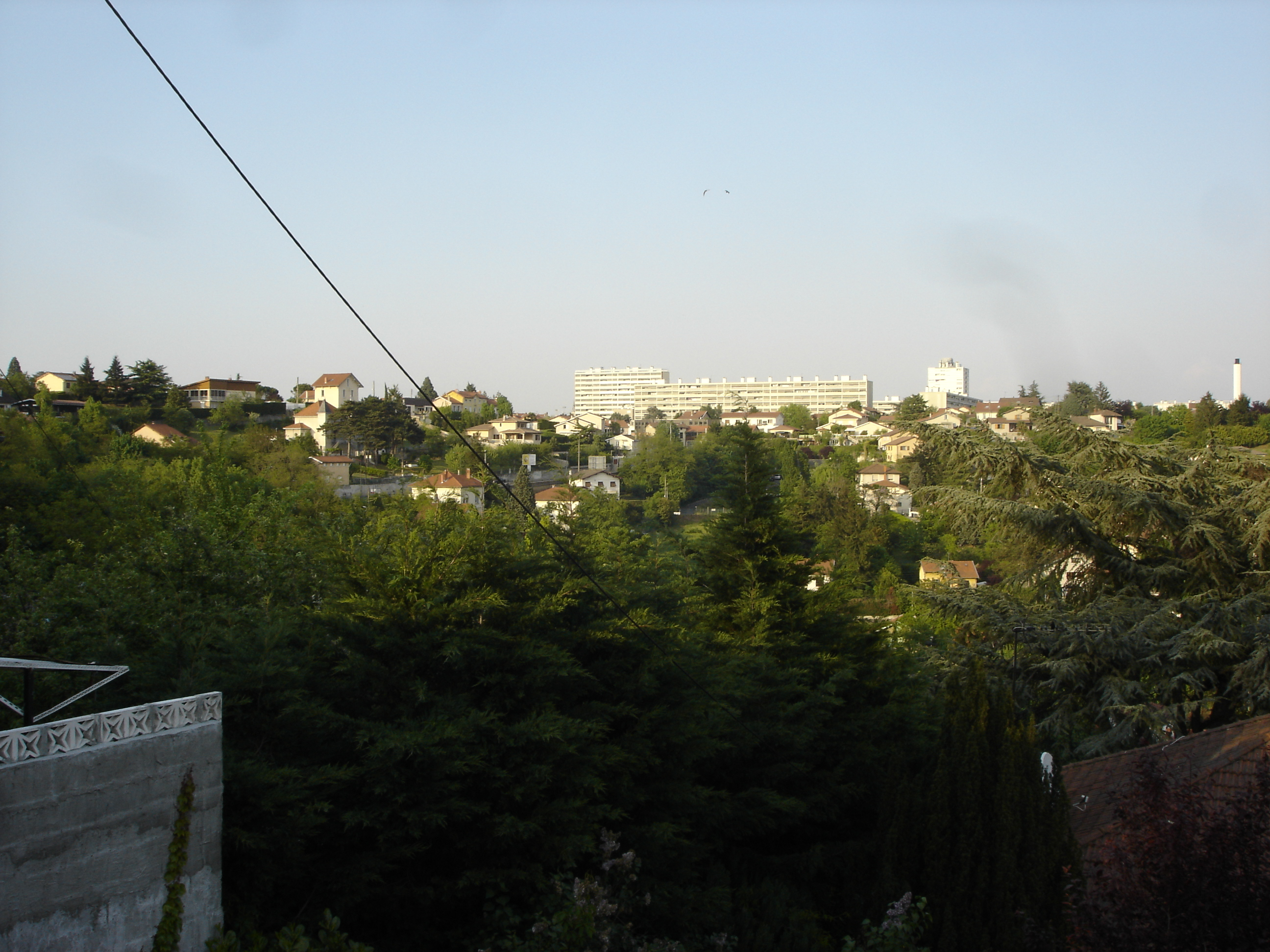

Rillieux-la-Pape là một xã thuộc tỉnh Rhône trong vùng Rhône-Alpes phía đông nước Pháp. Xã này nằm ở khu vực có độ cao trung bình 269 mét trên mực nước biển.